# Савез слепих Србије
Савез слепих Србије је основан 14. јула 1946. године. Настао је као резултат потребе слепих да раде организовано на остваривању својих специфичних потреба и интереса. Савез слепих Србије је 2017. године одликовао тадашњи председник Републике Србије Томислав Николић медаљом за заслуге.

## О савезу слепих
Савез слепих Србије је једина репрезантативна организација слепих у Србији, највећа што се тиче удружења слепих, по броју чланова али и по активностима које обавља у циљу задовољавања потреба својих чланова.
Чланови Савеза су слепа и слабовида лица из Србије и евидентирано је до сада око 12.000 слепих и тешко слабовидих лица свих узраста.

## Руководство и структура Савеза слепих
Председник Савеза слепих Србије је Милан Стошић, а секретар Јелена Стојановић.
Савез је организован на територијалном принципу и у његовом саставу делује 45 општинске, међуопштинске и градске организације, од којих 29 у централној Србији, 3 на Косову и Метохији и 13 у Војводини. У оквиру републичке организације делује и Савез слепих Војводине. Савез слепих Војводине је обележио 70 година рада и постојања.
Седиште Савеза слепих Србије се налази на адреси Кнез Михаилова 42/2 у Београду.
Библиотекарска и издавачка делатност се углавном одвија у Библиотеци Савеза слепих Србије "Др Милан Будимир" у Београду на адреси Јеврејска бр 24.

## Основни циљеви Савеза
Као основни циљеви савеза се истичу:
- елиминисање или ублажавање тешких последица слепоће и слабовидости
- активан и равноправан живот слепих са лицима нормалног вида. Ради остваривања широко постављених циљева и програмских задатака[1]

## Активности
Савез се ангажује на васпитању, образовању, професионалном оспособљавању, рехабилитацији и запошљавању слепих и слабовидих, социјалној и здравственој заштити, обезбеђивању, набавци и дистрибуирању специјалних помагала за компензацију визуелног хендикепа у различитим областима, на задовољавању специфичних потреба слепих и слабовидих у области културе, издавачке, библиотечке и информативне делатности, неговању и развијању спортско-рекреативних, шаховских и других активности за чланство Савеза и друго.
Савез слепих Србије се константно ангажује да се положај слепих у различитим областима регулише законским и подзаконским прописима и да слепа лица имају повољан материјални и друштвени положај и одговарајућа компензациона права, како би се у што већој мери умањиле последице овог хендикепа.
Савез слепих у име државе обавља и одређена јавна овлашћења, као што су:
- задовољавање специфичних потреба слепих у области библиотечке, издавачке и информативне делатности на слепима доступном писму (Брајево, рељефно, тачкасто писмо, као једино аутентично писмо за слепе) и техникама – звучна техника (књиге и часописи снимљени на касетама и компакт дисковима);
- обезбеђивање, набавка и расподела специфичних помагала за слепе
- регулисање и издавање исправа за повлашћену и бесплатну вожњу слепих и њихових пратилаца у унутрашњем путничком саобраћају и друго.[1]

## Издавачка делатност Савеза слепих
Савез издаје следеће листове за слепе и слабовиде:
1. "Мозаик" – на компакт дисковима,
2. "Свитања" – на Брајевом писму,
3. "Жена и дом" – на Брајевом писму,
4. "Забавне листиће" – на Брајевом писму.[1]